# Mariclare Costello
Mariclare Costello (Peoria, 3 febbraio 1936) è un'attrice statunitense, attiva principalmente in campo televisivo e teatrale.

## Biografia
Complessivamente, tra cinema e televisione, ha partecipato ad oltre una cinquantina di differenti produzioni a partire dalla fine degli anni sessanta, recitando in vari film TV ed apparendo come guest-star in varie serie televisive. Tra i suoi ruoli più noti, figurano quello del vampiro Emily nel film La morte corre incontro a Jessica (1971), quello di Rosemary Hunter Fordwick nella serie televisiva Una famiglia americana (The Waltons, 1973-1976) e quello di Maggie Fitzpatrick nella serie televisiva I Fitzpatricks (1977-1978).
È anche insegnante di teatro alla Loyola Marymount University.
È la vedova dell'attore e fotografo Allan Arbus (1918-2013) e la madre della direttrice di teatro Arin Arbus, nonché matrigna della direttrice artistica Doon Arbus e della fotografa Amy Arbus.

## Filmografia parziale

### Cinema
- The Tiger Makes Out (1967)
- Pound (1960)
- La morte corre incontro a Jessica (1971)
- I leoni della guerra (Raid on Entebbe), regia di Irvin Kershner (1977)
- Gente comune (Ordinary People), regia di Robert Redford (1980)
- Nightmares - Incubi (Nightmares), regia di Joseph Sargent (1983)
- Proposta indecente (Indecent Proposal), regia di Adrian Lyne (1993)
- Assisted Loving - cortometraggio (2011)

### Televisione
- N.Y.P.D. - serie TV, 1 episodio (1969)
- Uomini di legge (Storefront Lawyers) - serie TV, 1 episodio (1970)
- Ironside - serie TV, 1 episodio (1972)
- Una famiglia americana (The Waltons) - serie TV, 15 episodi (1973-1976)
- Kojak - serie TV, 1 episodio (1974)
- The Execution of Private Slovik - film TV (1974)
- The Gun - film TV (1974)
- After the Fall - film TV (1974)
- Barnaby Jones - serie TV, 1 episodio (1975)
- Conspiracy of Terror - film TV (1975)
- Sara - serie TV (1976)
- A Sensitive, Passionate Man - film TV (1977)
- I Fitzpatricks (The Fitzpatricks) - serie TV, 13 episodi (1977-1978)
- Lou Grant - serie TV, 1 episodio (1979)
- L'incredibile Hulk (The Incredible Hulk) – serie TV, episodio 2x19 (1979)
- The Boy Who Drank Too Much - film TV (1980)
- Tutti figli di Dio - film TV (1980)
- La casa nella prateria (Little House on the Prairie) - serie TV, episodio 7x06 (1980)
- Lou Grant - serie TV, 1 episodio (1981)
- Cuore e batticuore (Hart to Hart) - serie TV, 1 episodio (1982)
- Saranno famosi (Fame) - serie TV, 1 episodio (1984)
- Cuore di campione (Heart of a Champion: The Ray Mancini Story) - film TV, regia di Richard Michaels (1985)
- La signora in giallo (Murder, She Wrote) - serie TV, episodio 2x15 (1986)
- L'ispettore Tibbs (In the Heat of the Night) - serie TV, 1 episodio (1990)
- Appearances - film TV (1990)
- She Said No - film TV (1990)
- Santa Barbara - soap opera (1990)
- Alta marea (High Tide) - serie TV, 1 episodio (1997)
- Chicago Hope - serie TV, 1 episodio (1998)
- Giudice Amy (Judging Amy) - serie TV, 1 episodio (1999)
- Providence - serie TV, 1 episodio (2002)